# إيغناسي فيدال
إيغناسي فيدال (بالإسبانية: Ignasi Vidal)‏ هو رسام إسباني، ولد في 1904، وتوفي في 1988.